# Johannes Becker (Mediziner)
Johannes Otto Oskar Becker (* 13. Januar 1883 in Kleinwerther; † nach 1960) war ein deutscher Chirurg.

## Leben
Nach dem Schulbesuch studierte Becker Medizin und promovierte 1909 zum Dr. med. Seine erste Anstellung erhielt er an der Chirurgischen Abteilung des Städtischen Krankenhauses Düsseldorf. Danach war er in Dortmund und später an der Chirurgischen Universitätsklinik Halle (Saale) tätig. 
Johannes Becker nahm am Ersten Weltkrieg teil, aus dem er als Oberstabsarzt der Reserve entlassen wurde. Danach war er ab 1920 als Facharzt für Chirurgie und später als Ärztlicher Direktor und Chefarzt der Chirurgischen Klinik am Knappschafts-Krankenhaus in Beuthen O.S. tätig. Er trat zum 1. Mai 1933 der NSDAP bei (Mitgliedsnummer 2.282.197) und schloss sich auch dem NSD-Ärztebund an. Unmittelbar nach Beginn des Zweiten Weltkrieges wurde er zur Wehrmacht einberufen, aus der er aufgrund der Verfügung 165 vom 30. Januar 1945 entlassen wurde.
Becker ließ sich in der Sowjetischen Besatzungszone nieder, wo er Leitender Arzt am Stadtkrankenhaus Blankenburg (Harz) wurde. Er trug den Professor-Titel.
Er war Mitglied der Deutschen Gesellschaft für Chirurgie.

## Schriften (Auswahl)
- Nebeneierstock und Gartnerscher Gang. Thomas Müller, 1909.
- Förstersche Operation bei tabischen gastrischen Krisen. In: Medizinische Klinik 1911, Nr. 20.
- Zur Ätiologie und Behandlung der Dupuytren'schen Fingerkontraktur. In: Zentralblatt für Chirurgie 68 (1941), S. 2070 ff.
- Die Meniscusschädigungen, deren Behandlung und etwaige Auswirkungen. In: Langenbecks Archiv für klinische Chirurgie 260 (1948), S. 347–355.